# Paul Josef Cordes
Paul Josef Cordes (5 tháng 9 năm 1934  –  15 tháng 3 năm 2024) là một Hồng y người Đức của Giáo hội Công giáo Rôma. Ông hiện  đảm nhận vai trò Hồng y Đẳng Linh mục Nhà thờ S. Lorenzo in Piscibus. Ông từng đảm nhiệm vai trò Chủ tịch Hội đồng Giáo hoàng "Cor unum" trong suốt 15 năm, từ năm 1995 đến năm 2010.
Vốn là một giáo sĩ trong vai trò lãnh đạo giáo hội địa phương, ông từng đảm trách nhiều vai trò khác nhau trước khi tiến đến trở thành Chủ tịch Hội đồng Giáo hoàng "Cor unum", như: giám mục phụ tá Tổng giáo phận Paderborn (1975 - 1980), Phó Chủ tịch Hội đồng Giáo hoàng về Sự sống (1980 - 1995). Ông từng đảm nhận vai trò Hồng y Đẳng Phó tế Nhà thờ S. Lorenzo in Piscibus (2007 - 2018). Ông được vinh thăng Hồng y ngày 24 tháng 11 năm 2007, bởi Giáo hoàng Biển Đức VI.

## Tiểu sử
Hồng y Paul Josef Cordes sinh ngày 5 tháng 9 năm 1934 tại Kirchhundem, Đức. Sau quá trình tu học dài hạn tại các cơ sở chủng viện theo quy định của Giáo luật, ngày 21 tháng 12 năm 1961, Phó tế Cordes, 27 tuổi, tiến đến việc được truyền chức linh mục. Cử hành nghi thức truyền chức cho tân linh mục là Tổng giám mục Lorenz Jäger, Tổng giám mục đô thành Tổng giáo phận Paderborn. Tân linh mục đồng thời cũng là thành viên linh mục đoàn Tổng giáo phận Paderborn.
Sau 14 năm thi hành các công việc mục vụ với thẩm quyền và cương vị của một linh mục, ngày 27 tháng 10 năm 1975, Tòa Thánh loan tin Giáo hoàng đã quyết định tuyển chọn linh mục Paul Josef Cordes, 41 tuổi, gia nhập Giám mục đoàn Công giáo Hoàn vũ, với vị trí được bổ nhiệm là giám mục phụ tá Tổng giáo phận Paderborn, danh nghĩa Giám mục Hiệu tòa Naissus. Lễ tấn phong cho vị giám mục tân cử được tổ chức sau đó vào ngày 1 tháng 2 năm 1976, với phần nghi thức chính yếu được cử hành cách trọng thể bởi 3 giáo sĩ cấp cao, gồm chủ phong là Tổng giám mục Johannes Joachim Degenhardt, Tổng giám mục đô thành Tổng giáo phận Paderborn; hai vị giáo sĩ còn lại, với vai trò phụ phong, gồm có Hồng y Julius August Döpfner, Tổng giám mục đô thành Tổng giáo phận München und Freising và Giám mục Paul Heinrich Nordhues, giám mục phụ tá Tổng giáo phận Paderborn. Tân giám mục chọn cho mình châm ngôn:DEUS FIDELIS.
Chỉ sau 4 năm được truyền chức giám mục Tòa Thánh loan báo Giáo hoàng quyết định thuyên chuyển Giám mục Cordes về Giáo triều Rôma, đảm nhận vị trí được trao phó là Phó Chủ tịch Hội đồng Giáo hoàng về Sự sống. Thông báo bổ nhiệm được công bố chính thức vào ngày 11 tháng 3 năm 1980. Sau 15 năm đảm nhiệm vai trò phó Chủ tịch tại Hội đồng Giáo hoàng về Sự sống, Giám mục Cordes được Tòa Thánh thăng Tổng giám mục, qua việc bổ nhiệm giám mục này làm Tổng giám mục Hiệu tòa và chức danh Chủ tịch Hội đồng Giáo hoàng "Cor unum". Thông báo về việc bổ nhiệm này được công bố cách rộng rãi vào ngày 2 tháng 2 năm 1995.
Bằng việc tổ chức công nghị Hồng y năm 2007, được cử hành chính thức vào ngày 24 tháng 11, Giáo hoàng Biển Đức XVI đưa ra quyết định vinh thăng Tổng giám mục Paul Josef Cordes tước vị danh dự của Giáo hội Công giáo, Hồng y. Tân Hồng y thuộc Đẳng Hồng y Phó tế và Nhà thờ Hiệu tòa được chỉ định là Nhà thờ S. Lorenzo in Piscibus. Tân Hồng y đã cử hành các nghi thức nhận nhà thờ hiệu tòa của mình vào ngày 11 tháng 5 năm 2008.
Ngày 7 tháng 10 năm 2010, Tòa Thánh chấp thuận đơn hồi hưu của ông, vì lý do tuổi tác, theo Giáo luật. Ông được thăng Đẳng Hồng y Linh mục Nhà thờ S. Lorenzo in Piscibus vào ngày 19 tháng 5 năm 2018.
Ông qua đời ở tuổi 89 tại Rome vào ngày 15 tháng 3 năm 2024.